# SuperTux
SuperTux è un videogioco a piattaforme bidimensionale, libero, open source, e multipiattaforma. Il gioco ricorda, per grafica e modalità di gioco, il ben noto Super Mario Bros., con la sostanziale differenza che il protagonista non è un idraulico ma bensì Tux, il pinguino del logo del kernel Linux.

## Descrizione
Il giocatore dovrà guidare il pinguino (Tux), attraverso una terra ghiacciata chiamata Icyisland, nell'affrontare molteplici avventure in 26 differenti livelli, due mondi e isole aggiuntive, superando ostacoli mobili e combattendo contro 10 diversi nemici, durante un viaggio intrapreso per salvare la sua amata Penny, rapita dall'acerrimo nemico, Nolok.
Il gioco, distribuito con licenza GNU GPL, è disponibile per piattaforme GNU/Linux, macOS e Microsoft Windows e prevede la possibilità di creare nuovi livelli attraverso un potente ed intuitivo editor, non presente però nella nuova versione.
La versione corrente, la 0.6.2 (appartenente alla cosiddetta Milestone 2, la quale è una versione ancora in via di sviluppo) è stata pubblicata il 14 maggio 2020. Nelle vecchie versioni, che precedevano la milestone 2, Tux aveva quattro vite a disposizione e qualche minuto di tempo, dopodiché doveva ri-iniziare tutti i livelli e moriva automaticamente, mentre nella versione nuova non si ha il tempo (tranne in alcuni livelli) e non ci sono vite, ma si utilizzano le monete. Con la versione 0.5.0 è stato incluso un editor che permette di creare livelli personalizzati (in precedenza andava scaricato a parte).

## Nemici diSuperTux

### Icyisland (m. 1)
- Mr. Snowball: pallina di neve dotata di occhi e gambe ma senza alcun'attacco : si elimina saltandoci sopra.
- Mr. IceBlock: è un cubo di ghiaccio dotato di occhi, piedi e mani ma sprovvisto di attacchi particolari. Per renderlo inoffensivo, bisogna saltargli sopra rendendolo piatto e, una volta diventato esanime, può essere lanciato da Tux contro gli altri nemici saltandogli sopra o andando verso di lui.
- Mr. Bomb: è una piccola bomba in grado di camminare in quanto dispone di due piedi rossi. Se Tux gli salta sopra, Mr. Bomb diventa rosso ed esplode dopo pochi secondi causando la morte del pinguino se esso si trova nei paraggi; per disfarsene in sicurezza bisogna sparargli una palla di fuoco.
- Bouncing Snowball: molto simile a Mr. Snowball, con alcune differenze: non ha i piedi, è più piccolo e salta in continuazione; per Tux è un rivale leggermente più ostico.
- Flying Snowball: è uguale a Bouncing Snowball, con la differenza che egli è dotato di un cappello marrone e di un'elica con cui riesce a volare.
- Fish: pesce blu con bocca gialla, si può trovare ovviamente solo in acqua; egli nuota solo in verticale ma è abbastanza veloce.
- Flame: lucciola che gira in tondo Tux deve per forza schivarla perché è invulnerabile. Nella Milestone 2 si può eliminare con una palla di ghiaccio.
- Stalactite: è come una stalattite normale: quando Tux passa, la stalattite cade e si distrugge.

### Icyisland (m. 2)
- Mr. Ice Guy: yeti nell'ultimo livello dell'Icysland. Tux per sconfiggerlo deve saltargli tre (nelle versioni 0.3.3 e 0.3.4, cinque) volte in testa senza farsi colpire su altre parti del corpo altrimenti muore.
- Haiwire bomb: bomba di color viola; simile a Mr. Bomb quando Tux ci salta sopra inizia a camminare più veloce e cambia continuamente colore finché non esplode.
- Short fuse bomb: piccola bomba disposta però di due piedi smisurati. Se Tux le va incontro, ella esploderà senza recare danno a Tux.
- Mrs. Snowball: pallina femmina di neve rosa con un fiocco in testa. È simile a Mr Snowball.
- Captain Snowball: simile a Mr. Snowball, a differenza della benda sull'occhio e della bandana; ha inoltre il potere di saltare gli ostacoli.
- Crystallo: minerale dotato di zampe che percorre un preciso percorso. Si sconfigge come un Mr. snowball.
- Ice crusher: blocco di ghiaccio dotato di occhi che precipita se Tux gli passa sotto. È indistruttibile.
- Big Ice crusher: uguale a Ice Crusher, solo più grande.
- Snowman: omino di neve con gambe e braccia. Se schiacciato diventa un Mr. Snowball.
- Kamikaze snowball: palla di neve senza braccia né gambe che vola in linea retta e può essere lanciata solo dai cannoni. Nella versione 0.3.1 era sostituita da un missile.
- Kugelblitz: grande lucciola accerchiata da piccole Lux. Essa è in grado di spostarsi in orizzontale e verticale. È rara.

### Forest world
- Poison Ivy: personaggio verde fatto di foglie. È il primo avversario che Tux incontra nel percorso della foresta. Si sconfigge come un Mr. Snowball.
- Walking Leaf: come Poison Ivy con una differenza: è arancione.
- Snail: lumaca verde con gli occhi storti. Si sconfigge come un Mr. Iceblock: solo che saltatogli sopra per la seconda volta fa un balzo prima di proseguire.
- Mr. Tree: albero che cammina regolarmente (senza cadere). Se Tux gli salta in testa diventa un tronco e 1 o 2 Manfle.
- Zeekling: drago che vola dritto o indietro. Se Tux è sotto di lui esso piomba cercando di colpirlo.
- Plant: fiore fisso. Solo la parte superiore è pericolosa per Tux, mentre può passare sotto il fusto.
- Spinlant: pianta spinosa. Se Tux ci finisce sopra muore.
- Spin: spina che può essere in qualunque modo: a destra, a sinistra, in alto, in basso.
- Igel: riccio che da sempre la schiena a Tux se minacciato, rendendolo invulnerabile ai suoi attacchi.
- Green crusher: simile a Ice Crusher, solo che esso è verde. Ha l'abilità di inseguire Tux se lo vede.
- Toad: rana in grado di compiere lunghi salti. Per Tux è molto ostica. Nel secondo castello de Mattie's iceberg esiste una versione gigante che funge da boss.
- Mole: talpa che si può trovare in buche nel terreno. Prima di essere inoffensiva sbucando dal terreno, lancia 4 palle di terra dannose per Tux.

### Castles
- Dartrap: teschio che lancia bombe di luce. Tux può salvarsi da esse sparandogli.
- Skullyhop: faccia di teschio con un piede in grado di saltare dappertutto.
- Spider: ragno che cammina su e giù tramite un filo invisibile. Si sconfigge saltandogli sopra.
- Spiky: Mr Snowball con un'armatura piena di corna affilate, pertanto Tux può ucciderlo solo sferrando le palle di fuoco.
- Jumpy: molto simile a Spiky, è tuttavia molto più grande dell'alleato e possiede una molla con cui è capace di saltare, compiendo discreti balzi.
- Ispy: occhio rosso incastrato fra i muri che aziona un meccanismo alla vista di Tux.

## Bonus
Nel corso del livello si incontrano cubi blu con sopra un punto interrogativo. Se Tux li colpisce sotto col la testa ne uscirà fuori un bonus. Questi sono:
- Uovo: se Tux ci va incontro diventerà più grande. Se colpito da un nemico ritornerà piccolo ma non morirà.
- Fiore rosso: se Tux ha già preso una palla di neve, al posto di questa, uscirà dal blocco dei bonus un fiore rosso che permetterà a Tux di sparare palle di fuoco. Nella prima edizione Tux diventava rosso mentre dalla seconda appare un cappellino rosso sulla testa.
- Fiore blu: simile al fiore rosso, solo che al posto di palle di fuoco spare piccole palle di neve che permettono di congelare alcuni tipi di nemici come Spiky e Jumpyspiky. È stato introdotto nella nuova edizione e non è molto comune.
- Fiore viola: simile al fiore rosso, con unica differenza: al posto di potenziare Tux, lo regredisce o lo uccide. Si incontra molto di rado.
- Monete: le monete sono di color oro con un disegno di un pesce. Se Tux ne ha almeno 25 gli permettono di ri-iniziare da un certo punto del livello se muore, ma solo se ha toccato una campana gialla che si trova a metà nella maggior parte dei livelli, perdendo alcune monete. Nel Milestone 1 se venivano raccolte 100 monete, esse fornivano una vita.
- Tux doll: dà a Tux 100 monete, si trova solo nei blocchi dei bonus e cade molto velocemente, rendendolo difficile da prendere. Nella prima edizione forniva una vita.
- Stella: la stella, se presa da Tux, gli permette di essere immune ai nemici e di ucciderli quando li tocca. L'effetto ha una durata limitata, poi svanisce. Quando l'effetto è attivo Tux è circondato da un alone di stelline bianche. Si ode anche musichetta speciale. Però è difficile da prendere perché saltella una volta uscita dal cubo.
- Pozione rossa/blu: sono piccole boccette di vetro tappate: quelle rosse invertono la gravità; quelle blu attivano un effetto speciale.

Questi invece si trovano nel corso del livello:
- Campana: campanellina gialla con funzione di checkpoint (invisibile nel Milestone 1). Essa funziona solo se Tux, dopo essere morto, ha almeno 25 monete, altrimenti si dovrà ricominciare daccapo il livello.
- Gran campana: uguale in funzione e aspetto (tranne le dimensioni e il colore) alla campana. Non è comune.
- Fiaccola: torcia dotata di occhi con la stessa funzione della campana. Si incontra nei livelli spettrali e nei castelli.
- Bug: libellula verde con la stessa funzione della campana. Si incontra rarissimamente.
- Lanterna: sfera di vetro che contiene una candela accesa di un colore vario. Se spenta si può catturare qualsiasi lucciola per accenderla. La si usa per farsi luce nei livelli bui o per attivare speciali blocchi.
- WilloWisp: lucciola verde che a contatto con Tux lo teletrasporta in un luogo del livello favorevole o sfavorevole.

Esiste un altro tipo di blocco: l'Infoblock, di color verde con un punto esclamativo sopra. Se schiacciato da sotto compaiono delle informazioni scritte in un rettangolo sopra il cubo.